# Grande Prêmio da Áustria
O Grande Prêmio da Áustria é uma corrida de Fórmula 1.
A primeira prova, em 1964, foi disputada no circuito de Zeltweg Airfield. A corrida foi um sucesso, mas a pista foi considerada muito perigosa. Assim, a FIA retirou a corrida do calendário da F1 imediatamente, até que um novo circuito fosse construído.
De 1970 a 1987, a prova foi realizada no circuito de Österreichring (também localizado próximo a Zeltweg. Estas provas foram moderadamente bem-sucedidas, mas em 1987, esta pista também foi considerada demasiadamente perigosa, pelos padrões da FIA, fazendo com que a corrida desaparecesse por uma década.
Em 1995 e 1996, a pista foi reformulada, passando por obras para que a corrida pudesse ser disputada a partir de 1997. Desde que a maior porção da pista modernizada, que foi renomeada A1-Ring, a localização oficial do grande prêmio é a cidade de Spielberg. O GP foi disputado até 2003.
O GP da Áustria de 2002 recebeu uma publicidade negativa depois que a Ferrari instruiu Rubens Barrichello a ceder sua vitória para Michael Schumacher. Barrichello foi avisado pelo rádio a três voltas do final para fazer a troca de posição, fato que o brasileiro acatou entregando-a para o piloto alemão na última volta e a poucos metros da linha de chegada. Esse ato causou má repercussão no autódromo, fazendo com que a FIA banisse e punisse as ordens de ultrapassagens dadas pelas equipes.
No dia 5 de dezembro de 2013, a FIA divulgou o calendário para a temporada de 2014, dessa vez com o retorno da Áustria como o oitavo Grande Prêmio da temporada, no atual Red Bull Ring. Outra novidade foi a inclusão do Grande Prêmio da Rússia no calendário, e será disputado em Sochi.

## Recordes
- Piloto
  - Mais vitórias - Max Verstappen, 4
  - Mais pódios - David Coulthard, 5
  - Mais pontos - David Coulthard, 39
  - Mais poles - René Arnoux, Nelson Piquet , Niki Lauda & Valtteri Bottas 3 (empate)
  - Mais grandes prêmios - Jacques Laffite, 12
- Equipe
  - Mais vitórias - McLaren, 6
  - Mais pódiums - Ferrari, 26
  - Mais pontos - Ferrari, 290,5
  - Mais poles - Ferrari, 8
  - Mais grandes prêmios - Ferrari e McLaren, 25 (empatadas)

## Grande Prêmio da Áustria

### Vencedores por ano
O fundo rosa indica que a prova não fez parte do Mundial de Fórmula 1.
| Ano                                                          | Piloto                       | Equipe                     | Circuito       | Descrição |
| ------------------------------------------------------------ | ---------------------------- | -------------------------- | -------------- | --------- |
| 1963                                                         | Jack Brabham                 | Brabham-Climax             | Zeltweg        | Detalhes  |
| 1964                                                         | Lorenzo Bandini              | Ferrari                    | Zeltweg        | Detalhes  |
| 1965                                                         | Jochen Rindt                 | Ferrari                    | Zeltweg        | Detalhes  |
| 1966                                                         | Gerhard Mitter Hans Herrmann | Porsche                    | Zeltweg        | Detalhes  |
| 1967                                                         | Paul Hawkins                 | Ford                       | Zeltweg        | Detalhes  |
| 1968                                                         | Jo Siffert                   | Porsche                    | Zeltweg        | Detalhes  |
| 1969                                                         | Jo Siffert Kurt Ahrens Jr.   | Porsche                    | Österreichring | Detalhes  |
| 1970                                                         | Jacky Ickx                   | Ferrari                    | Österreichring | Detalhes  |
| 1971                                                         | Jo Siffert                   | BRM                        | Österreichring | Detalhes  |
| 1972                                                         | Emerson Fittipaldi           | Team Lotus-Ford            | Österreichring | Detalhes  |
| 1973                                                         | Ronnie Peterson              | Team Lotus-Ford            | Österreichring | Detalhes  |
| 1974                                                         | Carlos Reutemann             | Brabham-Ford               | Österreichring | Detalhes  |
| 1975                                                         | Vittorio Brambilla           | March-Ford                 | Österreichring | Detalhes  |
| 1976                                                         | John Watson                  | Penske-Ford                | Österreichring | Detalhes  |
| 1977                                                         | Alan Jones                   | Shadow-Ford                | Österreichring | Detalhes  |
| 1978                                                         | Ronnie Peterson              | Team Lotus-Ford            | Österreichring | Detalhes  |
| 1979                                                         | Alan Jones                   | Williams-Ford              | Österreichring | Detalhes  |
| 1980                                                         | Jean-Pierre Jabouille        | Renault                    | Österreichring | Detalhes  |
| 1981                                                         | Jacques Laffite              | Ligier-Matra               | Österreichring | Detalhes  |
| 1982                                                         | Elio de Angelis              | Team Lotus-Ford            | Österreichring | Detalhes  |
| 1983                                                         | Alain Prost                  | Renault                    | Österreichring | Detalhes  |
| 1984                                                         | Niki Lauda                   | McLaren-TAG/Porsche        | Österreichring | Detalhes  |
| 1985                                                         | Alain Prost                  | McLaren-TAG/Porsche        | Österreichring | Detalhes  |
| 1986                                                         | Alain Prost                  | McLaren-TAG/Porsche        | Österreichring | Detalhes  |
| 1987                                                         | Nigel Mansell                | Williams-Honda             | Österreichring | Detalhes  |
| Fora do calendário entre 1988 e 1996 por razões de segurança |                              |                            |                |           |
| 1997                                                         | Jacques Villeneuve           | Williams-Renault           | A1-Ring        | Detalhes  |
| 1998                                                         | Mika Häkkinen                | McLaren-Mercedes           | A1-Ring        | Detalhes  |
| 1999                                                         | Eddie Irvine                 | Ferrari                    | A1-Ring        | Detalhes  |
| 2000                                                         | Mika Häkkinen                | McLaren-Mercedes           | A1-Ring        | Detalhes  |
| 2001                                                         | David Coulthard              | McLaren-Mercedes           | A1-Ring        | Detalhes  |
| 2002                                                         | Michael Schumacher           | Ferrari                    | A1-Ring        | Detalhes  |
| 2003                                                         | Michael Schumacher           | Ferrari                    | A1-Ring        | Detalhes  |
| Fora do calendário entre 2004 e 2013                         |                              |                            |                |           |
| 2014                                                         | Nico Rosberg                 | Mercedes                   | Red Bull Ring  | Detalhes  |
| 2015                                                         | Nico Rosberg                 | Mercedes                   | Red Bull Ring  | Detalhes  |
| 2016                                                         | Lewis Hamilton               | Mercedes                   | Red Bull Ring  | Detalhes  |
| 2017                                                         | Valtteri Bottas              | Mercedes                   | Red Bull Ring  | Detalhes  |
| 2018                                                         | Max Verstappen               | Red Bull Racing-TAG Heuer  | Red Bull Ring  | Detalhes  |
| 2019                                                         | Max Verstappen               | Red Bull Racing-Honda      | Red Bull Ring  | Detalhes  |
| 2020                                                         | Valtteri Bottas              | Mercedes                   | Red Bull Ring  | Detalhes  |
| 2021                                                         | Max Verstappen               | Red Bull Racing-Honda      | Red Bull Ring  | Detalhes  |
| 2022                                                         | Charles Leclerc              | Ferrari                    | Red Bull Ring  | Detalhes  |
| 2023                                                         | Max Verstappen               | Red Bull Racing-Honda-RBPT | Red Bull Ring  | Detalhes  |
| 2024                                                         | George Russell               | Mercedes                   | Red Bull Ring  | Detalhes  |
| 2025                                                         | Lando Norris                 | McLaren-Mercedes           | Red Bull Ring  | Detalhes  |
| Fontes:                                                      |                              |                            |                |           |

### Vitórias por piloto
| Total   | Piloto                | Vitórias               |
| ------- | --------------------- | ---------------------- |
| 4       | Max Verstappen        | 2018, 2019, 2021, 2023 |
| 3       | Jo Siffert            | 1968, 1969*, 1971      |
| 3       | Alain Prost           | 1983, 1985, 1986       |
| 2       | Ronnie Peterson       | 1973, 1978             |
| 2       | Alan Jones            | 1977, 1979             |
| 2       | Mika Hakkinen         | 1998, 2000             |
| 2       | Michael Schumacher    | 2002, 2003             |
| 2       | Nico Rosberg          | 2014, 2015             |
| 2       | Valtteri Bottas       | 2017, 2020             |
| 1       | Jack Brabham          | 1963                   |
| 1       | Lorenzo Bandini       | 1964                   |
| 1       | Jochen Rindt          | 1965                   |
| 1       | Gerhard Mitter        | 1966**                 |
| 1       | Hans Herrmann         | 1966**                 |
| 1       | Paul Hawkins          | 1967                   |
| 1       | Kurt Ahrens Jr.       | 1969*                  |
| 1       | Jacky Ickx            | 1970                   |
| 1       | Emerson Fittipaldi    | 1972                   |
| 1       | Carlos Reutemann      | 1974                   |
| 1       | Vittorio Brambilla    | 1975                   |
| 1       | John Watson           | 1976                   |
| 1       | Jean-Pierre Jabouille | 1980                   |
| 1       | Jacques Laffite       | 1981                   |
| 1       | Elio de Angelis       | 1982                   |
| 1       | Niki Lauda            | 1984                   |
| 1       | Nigel Mansell         | 1987                   |
| 1       | Jacques Villeneuve    | 1997                   |
| 1       | Eddie Irvine          | 1999                   |
| 1       | David Couthard        | 2001                   |
| 1       | Lewis Hamilton        | 2016                   |
| 1       | Charles Leclerc       | 2022                   |
| 1       | George Russell        | 2024                   |
| 1       | Lando Norris          | 2025                   |
| Fontes: |                       |                        |

### Vitórias por equipe
| Total | Equipe          | Vitórias                                  |
| ----- | --------------- | ----------------------------------------- |
| 7     | Ferrari         | 1964, 1965, 1970, 1999, 2002, 2003, 2022, |
| 7     | McLaren         | 1984, 1985, 1986, 1998, 2000, 2001, 2025  |
| 6     | Mercedes        | 2014, 2015, 2016, 2017, 2020, 2024        |
| 4     | Team Lotus      | 1972, 1973, 1978, 1982                    |
| 4     | Red Bull Racing | 2018, 2019, 2021, 2023                    |
| 3     | Porsche         | 1966, 1968, 1969                          |
| 3     | Williams        | 1979, 1987, 1997                          |
| 2     | Brabham         | 1963, 1974                                |
| 2     | Renault         | 1980, 1983                                |
| 1     | Ford            | 1967                                      |
| 1     | BRM             | 1971                                      |
| 1     | March           | 1975                                      |
| 1     | Penske          | 1976                                      |
| 1     | Shadow          | 1977                                      |
| 1     | Ligier          | 1981                                      |
| 1     | Fontes:         |                                           |

### Vitórias por país
| Total   | País          | Vitórias                                 |
| ------- | ------------- | ---------------------------------------- |
| 7       | Reino Unido   | 1976, 1987, 1999, 2001, 2016, 2024, 2025 |
| 6       | Alemanha      | 1966, 1969*, 2002, 2003, 2014, 2015      |
| 5       | França        | 1980, 1981, 1983, 1985, 1986             |
| 4       | Austrália     | 1963, 1967, 1977, 1979                   |
| 4       | Finlândia     | 1998, 2000, 2017, 2020                   |
| 4       | Países Baixos | 2018, 2019, 2021, 2023                   |
| 3       | Suíça         | 1968, 1969*, 1971                        |
| 3       | Itália        | 1964, 1975, 1982                         |
| 2       | Suécia        | 1973, 1978                               |
| 2       | Áustria       | 1965, 1984                               |
| 1       | Bélgica       | 1970                                     |
| 1       | Brasil        | 1972                                     |
| 1       | Argentina     | 1974                                     |
| 1       | Canadá        | 1997                                     |
| 1       | Mónaco        | 2022                                     |
| Fontes: |               |                                          |

### Recordes de pista
|                       |                 |                |          |          |      |
| Red Bull Ring         | País/Piloto     | Chassi/Motor   | Tempo    | Extensão | Ano  |
| Pole position         | Valtteri Bottas | Mercedes       | 1:03.130 | 4.326 km | 2018 |
| Melhor volta na prova | Kimi Raikkonen  | Ferrari        | 1:06.957 | 4.326 km | 2018 |
|                       |                 |                |          |          |      |
| Österreichring        | País/Piloto     | Construtor     | Tempo    | Extensão | Ano  |
| Pole position         | Nelson Piquet   | Williams-Honda | 1:23.357 | 5.942 km | 1987 |
| Melhor volta na prova | Nigel Mansell   | Williams-Honda | 1:28.318 | 5.942 km | 1987 |
|                       |                 |                |          |          |      |
| Zeltweg               | País/Piloto     | Construtor     | Tempo    | Extensão | Ano  |
| Pole position         | Graham Hill     | BRM            | 1:09.84  | 3.200 km | 1964 |
| Melhor volta na prova | Dan Gurney      | Brabham-Climax | 1:10.56  | 3.200 km | 1964 |